# Nacionalni park Retezat
Nacionalni park Retezat (rum. Parcul Național Retezat) nalazi se u Rumunjskoj, u južnim Karpatima. 
Predstavlja jedan od najvećih planinskih masiva u Rumunjskoj. Najviši vrh je Peleaga s nadmorskom visinom od 2509 metara. Značenje riječi Retezat na rumunjskom jeziku znači "odsječen". Fondacija 7 svjetskih čuda predložila je Retezat za novo čudo svijeta. Ovu planinu zovu još i "zemljom plavih očiju".
Planina Retezat poznata je i kao "Transilvanijske Alpe" i prva je planina koja je proglašena nacionalnim parkom u ovoj zemlji. Pokriva skoro 500 kvadratnih kilometara. Jedna četvrtina planine je viša od 1800 metara nadmorske visine. Područje planine uglavnom je od granita i lednika. Ovaj Nacionalni park je bogat jezerima i vodopadima. Broji preko 80 jezera od kojih je najveće Bukura. Jezera na ovom masivu obuhvaćaju skoro polovicu svih ledenjačkih jezera u Rumunjskoj.